# Pele de foca

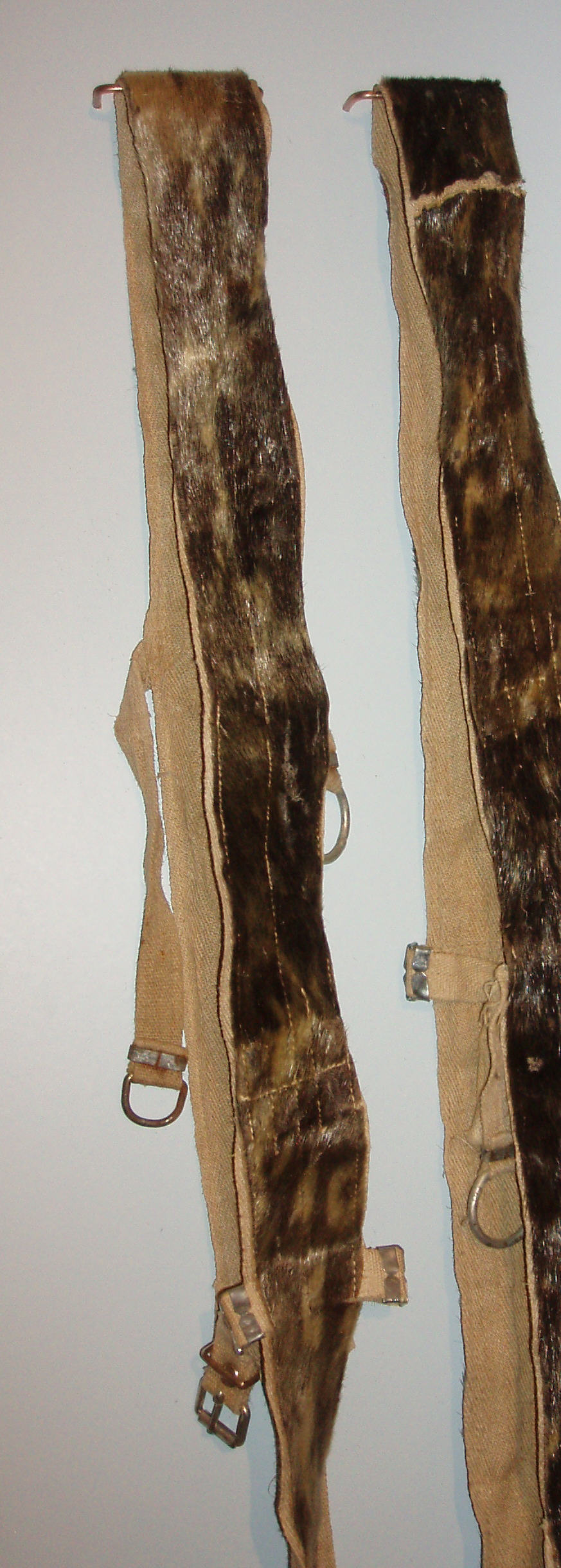
Uma verdadeira pele de foca; ca 1925

Pele de foca é, em esqui de fundo e em esqui-alpinismo, a utilização da pele da foca que se prende à sola dos esquis.
Com os pelos virados em sentido contrário ao do deslocamento do esqui na neve, a pele de foca permite que o esqui não escorregue para trás, recuando, numa subida. Se historicamente, e tal como o faziam os Esquimós, se utilizava a verdadeira pele de foca, hoje utiliza-se material sintético.